# Округ Скотланд (Северна Каролина)
Округ Скотланд (енгл. Scotland County) је округ у америчкој савезној држави Северна Каролина.

## Демографија
По попису из 2010. године број становника је 36.157, што је 159 (0,4%) становника више него 2000. године.
| Група             | 2000.          | 2010.          |
| Белци             | 18.398 (51,1%) | 16.605 (45,9%) |
| Афроамериканци    | 13.434 (37,3%) | 13.943 (38,6%) |
| Азијати           | 182 (0,5%)     | 276 (0,8%)     |
| Хиспаноамериканци | 423 (1,2%)     | 754 (2,1%)     |
| Укупно            | 35.998         | 36.157         |